# Kustö biskopsborg

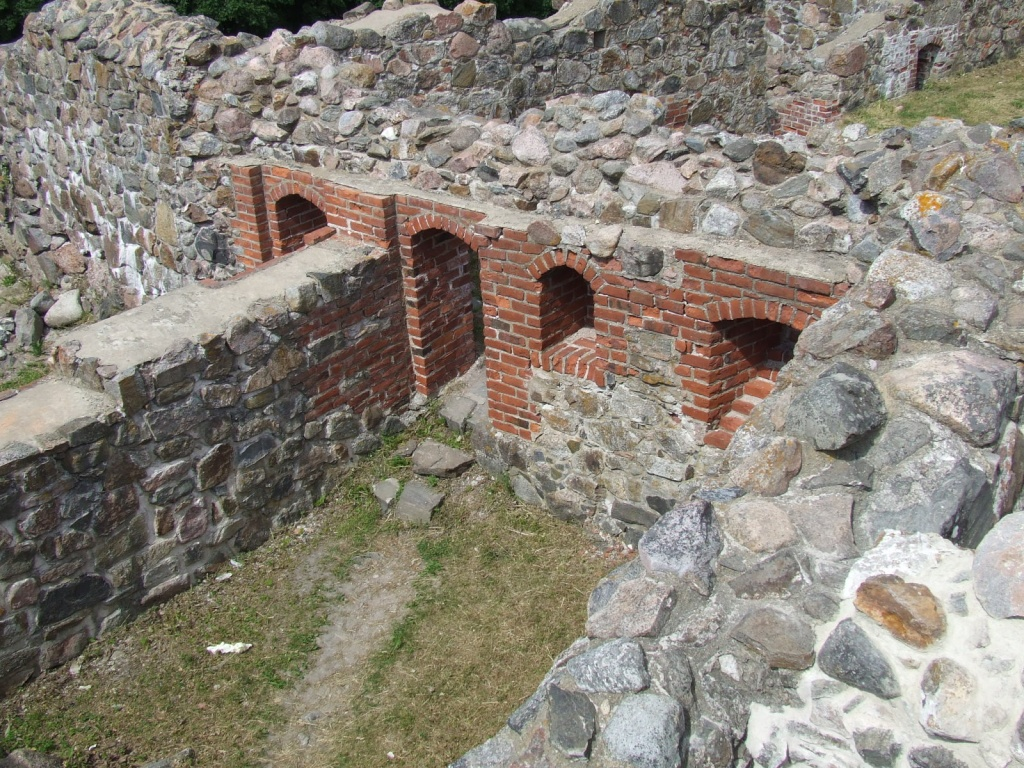
Rum i ruinerna.

Kustö biskopsborg är belägen vid Pikisfjärden i S:t Karins i landskapet Egentliga Finland, cirka 13 kilometer fågelvägen från Åbo i Finland.

## Borgens historia
Någon form av anläggning byggdes åt biskopen i Åbo stift under medeltiden. Den omnämndes första gången i skriftliga källor 7 november 1295 av biskop Magnus I. Det är inte känt om den platsen är den samma som den där borgen senare byggdes. Paul Juusten skriver i biskopskrönikan på 1570-talet att borgen byggdes av Ragvald II (1308–1321), som var efterföljare till Magnus I. Möjligen var borgen ursprungligen av trä, men byggandet av stenborgen fortgick under hans efterföljare. På 1300-talet hade borgen nått sin fulla storlek, men standarden var ännu låg.
På 1400-talet lät Magnus Tavast förstärka borgen till skydd för handeln och försvaret. Då började man tala om borg i stället för gård. 
Den sista biskopen på borgen var Arvid Kurck, som flydde för danskarna över Bottniska viken 1522, men drunknade.
Borgen förstördes på Gustav Vasas befallning 1528.

## Byggnadsskeden
Borgen var under sin glans dagar enastående för förhållandena på den finska sidan av riket. Det första byggnadsskedet innefattade i nordöst en gård av sten med tre rum och källare. Det andra skedet innebar att borgen fick sin ringmur.
I det tredje skedet byggdes den södra flygeln och ingången flyttade till den södra sidan.
Jordmånen och det växlande vattenståndet gjorde att grunden inte höll. Murar lutade och sprack.
Det fanns en yttre försvarsmur från 1400-talet med pålar nerslagna i vattnet. Pålverket upptäcktes så sent som 1992. Omkring 3 000 pålar har påträffats.

## Växtfynd
Fynden visar att man kände till sädesslagen korn, havre, råg och vete. Hampa användes för grövre tyg, nät och rep. Borgens öl smaksattes med humle. Rester av palsternacka, bolmört, pors, skelört, nötter, smultron, blåbär, hallon, tranbär och kråkbär har hittats.

## Glansdagar
Borgen upplevde sina glansdagar under Magnus II Tavasts tid på 1400-talet. Han skall ha byggt största delen av borgen. 
Omkring 1485 förstördes borgen i en stor eldsvåda. Borgen återuppbyggdes 1489–1500 av Magnus III Stjernkors. Men han klagade på de höga kostnaderna. Byggnadsarbetet fortsatte in på 1500-talet.
Danskarna intog borgen 1522 och biskopen flydde men drunknade. Kanonerna som skulle försvara borgen hade tagits för att försvara Åbo slott.
Borgen intogs på nytt av Gustav Vasas styrkor för att den katolska kyrkan inte skulle få ett nytt fotfäste. 1523 innehades det av Søren Norby, från vilken det erövrades av svenska trupper samma år.

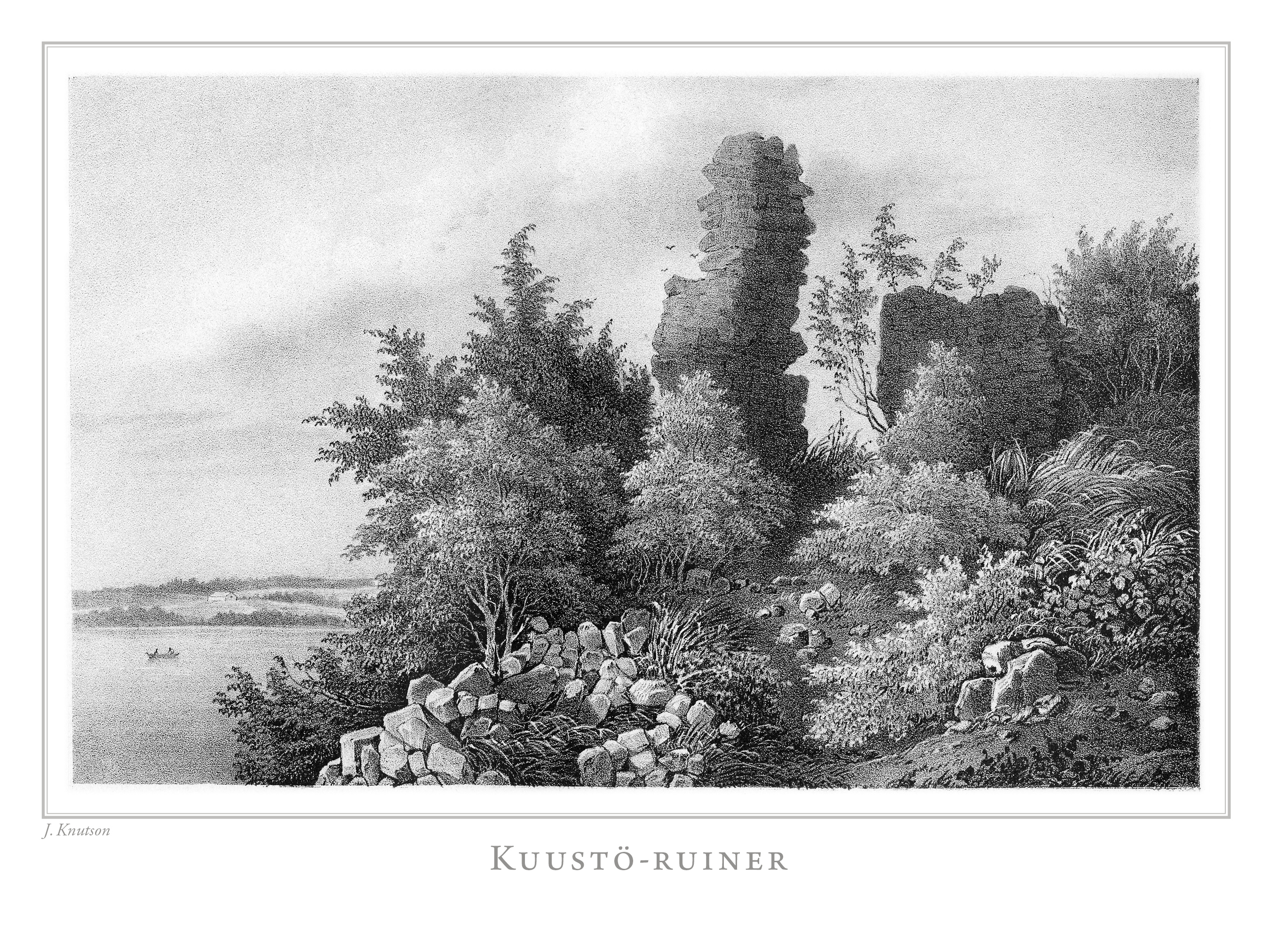
Litografi av ruinerna i Finland framstäldt i teckningar utgiven 1845-1852.

Stenmaterial från borgen har eventuellt använts för att bygga förborgen till Åbo slott och Pikis kyrka. En sjunken pråm lastad med sten från borgen har hittats. På 1800-talet togs tegel för att renovera Kastelholms slott.

## Forskning och restaurering
Forskningen kring och restaureringen av borgen inleddes på 1800-talet. 
Sedan 1985 har såväl traditionell antikvarisk forskning som geologisk, botanisk och zoologisk forskning skett på området.
Den gamla igenmurade porten från sjösidan har upptäckts.

## Borgens betydelse
Den var vid sidan av Läckö biskopsborg, som innehades av Skarabiskopen, det medeltida Sveriges största biskopsborg om man räknar till omfång och styrka. Åbobiskopen hade inte bara inre fiender att oroa sig över, utan även yttre, vilket bland annat bevisas av att fientliga styrkor från Republiken Novgorod brände Kustö biskopsborg 1318. Troligtvis var denna borg byggd i trä, men senare under samma sekel växte stenmurarna, även om borgens byggnadsskeden är svårfångade i brist på skriftliga dokument och - fram till slutet av 1900-talet - bristfälliga arkeologiska undersökningar. Dock har utgrävningar de senaste två decennierna börjat ge nytt ljus åt dess äldsta historia.
Borgen ombyggdes av biskop Magnus Tavast under början av 1400-talet. 1523 innehades den av Søren Norby, från vilken den erövrades av svenska trupper samma år.

## Biskopsborgens begravningsplats

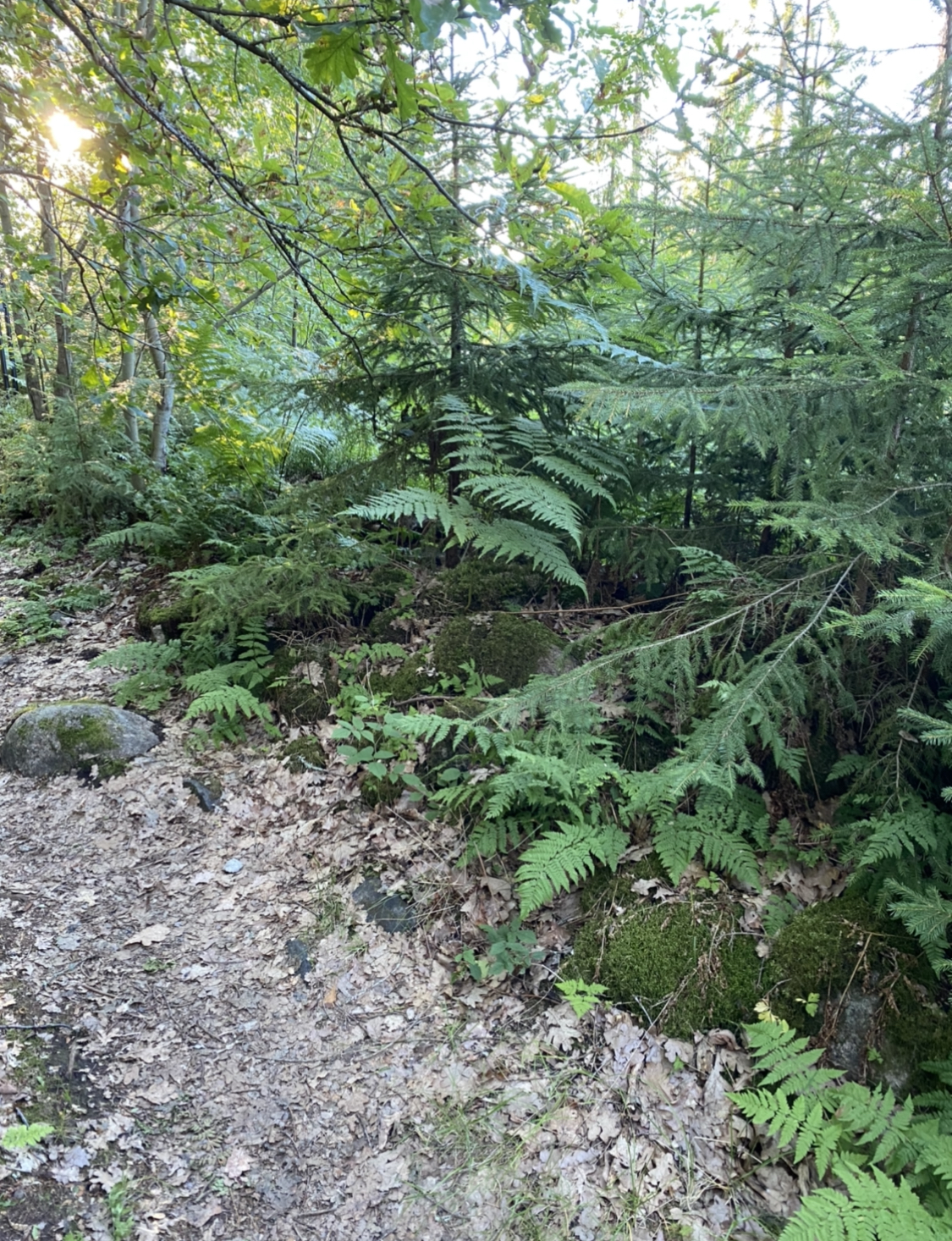
Begravningsplatsens stenmur under växtligheten.

På kullen Kapellbacken (finska: Kappelinmäki) nära Kustö biskopsborg har det på medeltiden funnits en liten begravningsplats. Man kan fortfarande se delar av stenmuren som har omgett gravfältet. Begravningsplatsen har grundats på en lugn plats nära Kustö biskopsborg och platsen har även varit lättillgänglig från de närliggande gårdarna. Placeringen av begravningsplatsen kan även ha påverkats av ett kapell som sägs ha funnits på Kapellbacken.